# Masacres de Drenica
Las masacres de Drenica ( en serbio: Масакри у Дреници, Masakri u Drenici, en albanés: Masakra në Drenicë  ) fueron una serie de asesinatos de civiles albanokosovares cometidos por las fuerzas especiales de policía serbias en la región de Drenica, en el centro de Kosovo.
Según Human Rights Watch, los abusos en la región de Drenica durante la guerra de Kosovo de 1998-1999 "fueron tan generalizados que una descripción exhaustiva excede el alcance de este informe". Las principales atrocidades tuvieron lugar en el periodo de febrero a marzo de 1998 en Ćirez (Qirez), Likošane y Prekaz, y durante el bombardeo de la OTAN sobre Yugoslavia, de marzo a junio de 1999 en los pueblos de Izbica, Rezala, Poklek y Staro Čikatovo.

## Antecedentes
Drenica es una región montañosa en el centro de Kosovo habitada casi exclusivamente por personas de etnia albanesa. Los habitantes de la región tienen una larga tradición de fuerte resistencia a los poderes externos,que se remonta al dominio otomano en los Balcanes.  Las aldeas de la región de Drenica son la cuna del Ejército de Liberación de Kosovo (ELK), que comenzó sus operaciones armadas en Drenica en 1996. En 1997, los albaneses de Kosovo empezaron a referirse a Drenica como "territorio liberado" debido a la presencia del ELK. 

## Masacres en 1998
En enero de 1998, la policía especial serbia inició operaciones de asalto a pueblos de Drenica vinculados al ELK. Entre el 28 de febrero y el 5 de marzo, la policía lanzó múltiples ataques de tipo militar contra los pueblos de Ćirez, Likoshan y Prekaz, utilizando vehículos blindados y helicópteros. Aunque el ELK entró en combate durante estos ataques, las fuerzas gubernamentales dispararon contra mujeres, niños y otros no combatientes.
El 28 de febrero y el 1 de marzo, en respuesta a las emboscadas de la policía por parte del ELK, las fuerzas especiales atacaron dos aldeas adyacentes, Ćirez y Likoshan. Estas fuerzas incluían helicópteros, vehículos blindados, morteros y ametralladoras que se dirigieron sin previo aviso contra los civiles en las dos aldeas. En total, 24 civiles murieron en las masacres de Ćirez y Likošane. Menos de una semana después, el 5 de marzo, la policía especial atacó la cercana aldea de Prekaz, hogar de Adem Jashari, el líder del ELK. Jashari fue asesinado junto con toda su familia, incluidas mujeres y niños.  Los ataques y los combates que siguieron dejaron 83 aldeanos muertos, entre ellos al menos 24 mujeres y niños.
En total, 83 albanokosovares fueron asesinados. Entre los muertos había ancianos y al menos 24 mujeres y niños. Muchas de las víctimas recibieron disparos a corta distancia, lo que hace pensar en ejecuciones sumarias; los informes posteriores de testigos presenciales lo confirmaron.
El 3 de marzo de 1998, unas 50.000 personas se reunieron para el entierro de las 24 víctimas de la masacre de Drenica en la aldea de Likoshan. Estas masacres fueron en parte responsables de la radicalización de la población albanesa de Kosovo y ayudaron a solidificar la oposición armada al gobierno de Belgrado. Muchas personas de etnia albanesa que se habían comprometido con la política no violenta de Ibrahim Rugova decidieron unirse al ELK, en parte porque veían la insurgencia armada como el único medio para lograr la independencia.
Las masacres marcaron el comienzo de la guerra de Kosovo. Después del 28 de febrero de 1998, los combates se convirtieron en un conflicto armado. Una vez que estalló el conflicto armado, el Tribunal Penal Internacional para la ex Yugoslavia (TPIY) se involucró. El 10 de marzo, el TPIY proclamó que su "jurisdicción abarca la reciente violencia en Kosovo".

## Masacres en 1999

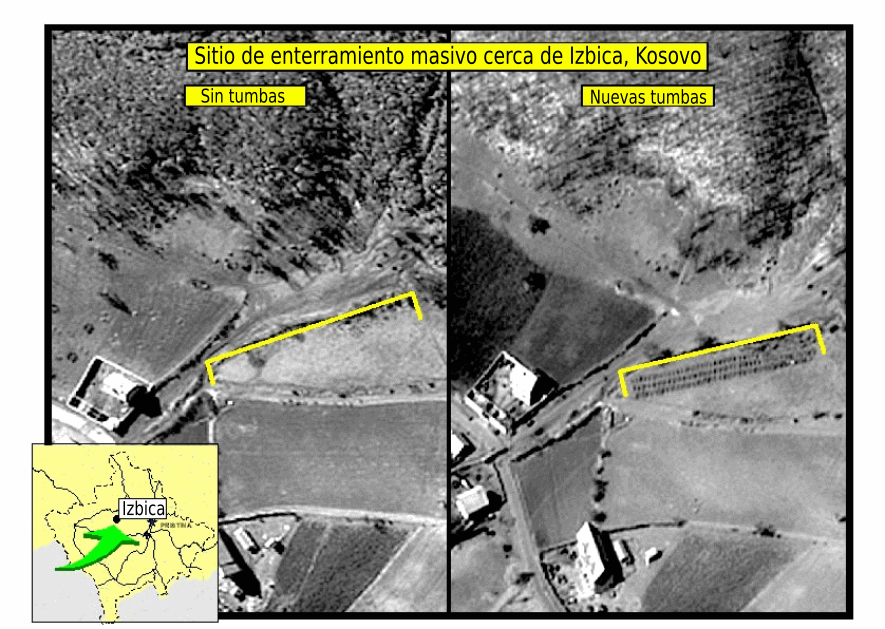
Imágenes por satélite del nuevo lugar de enterramiento masivo de la masacre de Izbica en la región de Drenica.

Siguieron tres meses de terror, en los que la policía y los paramilitares serbios, respaldados por el ejército, atacaron y desalojaron a la población civil de una aldea tras otra en sus esfuerzos por destruir tanto al ELK como a su base de apoyo. Los hombres adultos fueron detenidos en masa y cientos fueron ejecutados. Las matanzas no se limitaron a las personas consideradas como combatientes potenciales. Al igual que en las masacres anteriores de Gornje Obrinje y Račak, también se asesinó a mujeres y niños de las familias de personas vinculadas al ELK.
--- Informe de Human Right Watch

Entre el 19 de marzo y el 15 de junio de 1999, las fuerzas gubernamentales de Drenica participaron en una campaña de limpieza étnica de los albaneses de Kosovo que implicó ejecuciones sumarias y arbitrarias, detenciones, palizas, saqueos y destrucción de escuelas, hospitales y otros bienes civiles ".
Glogovac (Gllogovc), un municipio que era un bastión del ELK en Drenica, se vio muy afectado por esta campaña. En Stari Poklek, una aldea cercana a Glogovac, las fuerzas yugoslavas ejecutaron a dos hombres y a la familia de uno de ellos debido a sus vínculos con el KLA. De los 47 familiares (incluidos 23 niños menores de quince años) que las fuerzas intentaron matar con una granada arrojada a una habitación, hubo seis sobrevivientes.  En Vrbovac, se cree que fueron ejecutadas 150 personas.  Los albaneses, los miembros del ELK, los presuntos miembros del ELK y sus familias en otros pueblos de los alrededores de Glogovac también fueron objeto de ejecución por parte de las fuerzas serbias. En Glogovac, durante cinco días de mayo, la mayoría de la población fue expulsada y enviada hacia la frontera con Macedonia.
En Čikatovo, más de 100 personas de etnia albanesa fueron ejecutadas y enterradas en una fosa común, según los investigadores de crímenes de guerra.
El 15 de junio de 1999, las fuerzas yugoslavas se retiraron de Glogovac tras un acuerdo firmado por la OTAN .

## Fosas comunes
En mayo de 2010, se encontró una fosa común con 250 cuerpos de las masacres en el pueblo de Rudnica, en Serbia. Los cuerpos fueron trasladados desde fosas situadas en Drenica en mayo o principios de junio de 1999.